# Stenocorus amurensis
Stenocorus amurensis är en skalbaggsart som först beskrevs av Ernst Gustav Kraatz 1879.  Stenocorus amurensis ingår i släktet Stenocorus och familjen långhorningar. Inga underarter finns listade i Catalogue of Life.